# 일본 제국 육군 항공대의 부대 및 편성 목록
다음은 일본 제국 육군 항공대의 부대 목록이다.

## 군
- 항공총군(FSA); 1945년 3월 ~ 8월, 도호쿠 제외 혼슈, 조선반도
- 제1항공군(1FA) - 혼슈 동일본
- 제2항공군(2FA)(옛 항공병단) - 만주
- 제3항공군(3FA) - 동남아시아(버마, 인도네시아, 태국, 프랑스령 인도차이나)
- 제4항공군(4FA) - 남서태평양(뉴기니, 필리핀)
- 제5항공군(5FA) - 동북아시아(중국, 조선)
- 제6항공군(6FA)(옛 교도항공군) - 혼슈 서일본

## 사단
- 제1비행사단(1FD)
- 제2비행사단(2FD)
- 제3비행사단(3FD)
- 제4비행사단(4FD)
- 제5비행사단(5FD)
- 제6비행사단(6FD)
- 제7비행사단(7FD)
- 제8비행사단(8FD)
- 제9비행사단(9FD)
- 제10비행사단(10FD)
- 제11비행사단(11FD)
- 제12비행사단(12FD)
- 제13비행사단(13FD)
- 제20전투비행집단(20FC)
- 제30전투비행집단(30FC)
- 제51교도비행사단(51KFD)
- 제51항공사단(51KD)
- 제52항공사단(52KD)
- 제53항공사단(53KD)
- 제54항공사단(54KD)
- 아케노 교도비행사단(明KD)
- 히타치 교도비행사단(常KD)
- 시모시즈 교도비행사단(下KD)
- 다치카와 교도항공정비사단(立KD)
- 미토 교도항공통신사단(水KD)
- 우쓰노미야 교도비행사단(宇KD)
- 하마마쓰 교도비행사단(浜KD)
- 호코타 교도비행사단(鉾KD)
- 교도비행사단(KD)

## 단
(숫자)FB(s) s는 독립부대를 가리킨다.
- 제1비행단(1FB)
- 제2비행단(2FB)
- 제3비행단(3FB)
- 제4비행단(4FB)
- 제5비행단(5FB)
- 제6비행단(6FB)
- 제7비행단(7FB)
- 제8비행단(8FB)
- 제9비행단(9FB)
- 제12비행단(12FB)
- 제13비행단(13FB)
- 제14비행단(14FB)
- 제16비행단(16FB)
- 제17비행단(17FB)
- 제18비행단(18FB)
- 제19비행단(19FB)
- 제20비행단(20FB)
- 제21비행단(21FB)
- 제22비행단(22FB)
- 제23비행단(23FB)
- 제26비행단(26FB)
- 제27비행단(27FB)
- 제30비행단(30FB)
- 제100비행단(100FB)
- 독립 제10비행단(10FBs)
- 독립 제15비행단(15FBs)
- 독립 제25비행단(25FBs)

## 전대
전투부대는 처음에는 비행연대이었고, 1938년 이후로 비행전대로 개편되었다. 교육부대는 교육비행전대에서 1944년 이후로 교육비행대로 개명되었다.
- 비행 제1전대
- 비행 제2전대
- 비행 제3전대
- 비행 제4전대
- 비행 제5전대
- 비행 제6전대
- 비행 제7전대
- 비행 제8전대
- 비행 제9전대
- 비행 제10전대
- 비행 제11전대
- 비행 제12전대
- 비행 제13전대
- 비행 제14전대
- 비행 제15전대
- 비행 제16전대
- 비행 제17전대
- 비행 제18전대
- 비행 제19전대
- 비행 제20전대
- 비행 제21전대
- 비행 제22전대
- 비행 제23전대
- 비행 제24전대
- 비행 제25전대
- 비행 제26전대
- 비행 제27전대
- 비행 제28전대
- 비행 제29전대
- 비행 제30전대
- 비행 제31전대
- 비행 제32전대
- 비행 제33전대
- 비행 제34전대
- 비행 제38전대
- 비행 제44전대
- 비행 제45전대
- 비행 제47전대
- 비행 제48전대
- 비행 제50전대
- 비행 제51전대
- 비행 제52전대
- 비행 제53전대
- 비행 제54전대
- 비행 제55전대
- 비행 제56전대
- 비행 제58전대
- 비행 제59전대
- 비행 제60전대
- 비행 제61전대
- 비행 제62전대
- 비행 제63전대
- 비행 제64전대
- 비행 제65전대
- 비행 제66전대
- 비행 제67전대
- 비행 제68전대
- 비행 제70전대
- 비행 제71전대
- 비행 제72전대
- 비행 제73전대
- 비행 제74전대
- 비행 제75전대
- 비행 제77전대
- 비행 제78전대
- 비행 제81전대
- 비행 제82전대
- 비행 제83전대
- 비행 제85전대
- 비행 제87전대
- 비행 제90전대
- 비행 제95전대
- 비행 제99전대
- 비행 제101전대
- 비행 제102전대
- 비행 제103전대
- 비행 제104전대
- 비행 제105전대
- 비행 제106전대
- 비행 제107전대
- 비행 제108전대
- 비행 제109전대
- 비행 제110전대
- 비행 제111전대
- 비행 제112전대
- 비행 제144전대
- 비행 제200전대
- 비행 제204전대
- 비행 제200전대
- 비행 제244전대
- 비행 제246전대
- 비행 제248전대

## 연대
- 교육비행 제101연대
- 교육비행 제102연대
- 교육비행 제103연대
- 교육비행 제104연대
- 교육비행 제105연대
- 교육비행 제106연대
- 교육비행 제107연대
- 교육비행 제108연대
- 교육비행 제109연대
- 교육비행 제110연대
- 교육비행 제111연대
- 교육비행 제112연대
- 교육비행 제113연대
- 교육비행 제114연대
- 교육비행 제115연대
- 교육비행 제116연대
- 교육비행 제117연대
- 교육비행 제118연대

## 항공통신
초기에는 "항공 통신 제1연대"처럼 부대 서수가 뒤에 붙었다.
- 제1항공통신연대
- 제2항공통신연대
- 제3항공통신연대
- 제4항공통신연대
- 제5항공통신연대
- 제6항공통신연대
- 제7항공통신연대
- 제8항공통신연대
- 제9항공통신연대
- 제10항공통신연대
- 제11항공통신연대
- 제12항공통신연대
- 제13항공통신연대
- 제14항공통신연대
- 제15항공통신연대
- 제16항공통신연대
- 제18항공통신연대
- 제19항공통신연대
- 제23항공통신연대
- 제24항공통신연대
- 제31항공통신연대

## 항공정보
- 제1항공정보연대
- 제2항공정보연대
- 제3항공정보연대
- 제4항공정보연대
- 제5항공정보연대
- 제6항공정보연대
- 제7항공정보연대
- 제8항공정보연대
- 제9항공정보연대
- 제10항공정보연대
- 제11항공정보연대
- 제14항공정보연대
- 제22항공정보연대

## 그 외
- 제1항측연대
- 제2항측연대
- 제1기상연대
- 제2기상연대
- 제3기상연대
- 제4기상연대
- 제1항공로연대